# Marian Horawski
Marian Roman Hrakałło-Horawski (ur. 9 października?/22 października 1906 w Żytomierzu, zm. 6 sierpnia 1999 we Wrocławiu) – polski chemik i torfoznawca, nauczyciel akademicki
Pracę zawodową chemika rozpoczął w 1928 w fabryce trotylu należącej do Zakładów Chemicznych „Nitrat” w Niewiadowie. Od 1929 do 7 września 1939 kierował laboratorium chemicznym fabryki prochu w Boryszewie. W okresie II wojny światowej pracował w fabryce przędzy w Chodakowie (1940-1941), cukrowni w Garbowie koło Lublina (1941-1943 i 1944-1946) oraz w Instytucie Rolniczym w Puławach. Od 1946 do 1952 był starszym asystentem na Politechnice Wrocławskiej. W 1944 uzyskał jako pierwszy dyplom magistra filozofii w zakresie chemii na Uniwersytecie Marii Curie-Skłodowskiej w Lublinie, w 1950 – inżyniera chemika oraz magistra nauk technicznych na Wydziale Matematyki, Fizyki i Chemii Uniwersytetu i Politechniki Wrocławskiej. Od 1952 do 1965 pracował w Wyższej Szkole Rolniczej we Wrocławiu jako adiunkt i docent. W 1960 został doktorem, w 1964 – doktorem habilitowanym. Kierował na tej uczelni Katedrą Torfoznawstwa. Od 1965 do 1977 pełnił funkcję kierownika Katedry Torfoznawstwa Akademii Rolniczej w Krakowie. W 1977 objął stanowisko wicedyrektora Instytutu Melioracji AM. W tym samym roku przeszedł na emeryturę.
Był odznaczony Krzyżem Kawalerskim Orderu Odrodzenia Polski (1977) i Złotym Krzyżem Zasługi (1973).
Jego drugą żoną była klimatolożka i meteorolożka prof. Maria Morawska-Horawska.
Jest pochowany na Cmentarzu Grabiszyńskim we Wrocławiu (pole 25).